# Le Sommeil (Dalí)
Pour les articles homonymes, voir Le Sommeil.
Le Sommeil est une huile sur toile de Salvador Dalí. Réalisée en 1937, c'est une œuvre surréaliste, réplique quasi exacte du rocher de Cadaqués.

## Présentation
Commentaire de Salvador Dalí dans le n° 10 de la revue le Minotaure :
« J'ai souvent imaginé et représenté le monstre du sommeil comme une lourde tête géante avec un corps filiforme soutenu en équilibre par les béquilles de la réalité. Lorsque ces béquilles se brisent, nous avons la sensation de "tomber". La plupart de mes lecteurs ont expérimenté cette sensation de tomber brusquement dans le vide, juste à la minute ou le sommeil va les gagner complètement. Réveillés en sursaut, le cœur agité par un tremblement convulsif, vous ne vous doutez pas toujours que cette sensation est une réminiscence de l'expulsion de l'accouchement. »